# Gabriel Jandin
Gabriel Jandin est un arbitre français de football des années 1920, né le 19 décembre 1882 à Paris et mort le 23 juin 1936 dans la même ville. Il est affilié à la ville de Paris.
Il fait également partie du comité de sélection de l’Équipe de France entre 1919 et 1929.

## Biographie
Il effectue son service militaire à Soissons en 1903, où il participe aux Championnats de France de football. 

### Carrière
Il fait partie du comité de sélection de l’Équipe de France entre le 13 novembre 1919 et septembre 1929. 
Lors des Jeux olympiques de 1920, il fait partie de la commission technique de l’équipe de France en football, aux côtés Gaston Barreau comme entraîneur. Il est de nouveau membre de cette commission pour l'épreuve de 1924.
En tant qu'arbitre, il dirige de nombreux matchs internationaux ainsi que la finale de la Coupe de France 1922-1923. Jusqu’en 1924, il était considéré comme le meilleur arbitre de France. 
Il est nommé vice-président de la commission centrale des arbitres de la Fédération française de football et secrétaire de la commission des arbitres de Paris,.

### Décès
Blessé et gazé lors de la Première Guerre mondiale, il décède dans la nuit du 23 au 24 juin 1936 des suites de ses blessures.

### Vie privée
Au moment de son décès, il était marié. 